# 倒幕運動

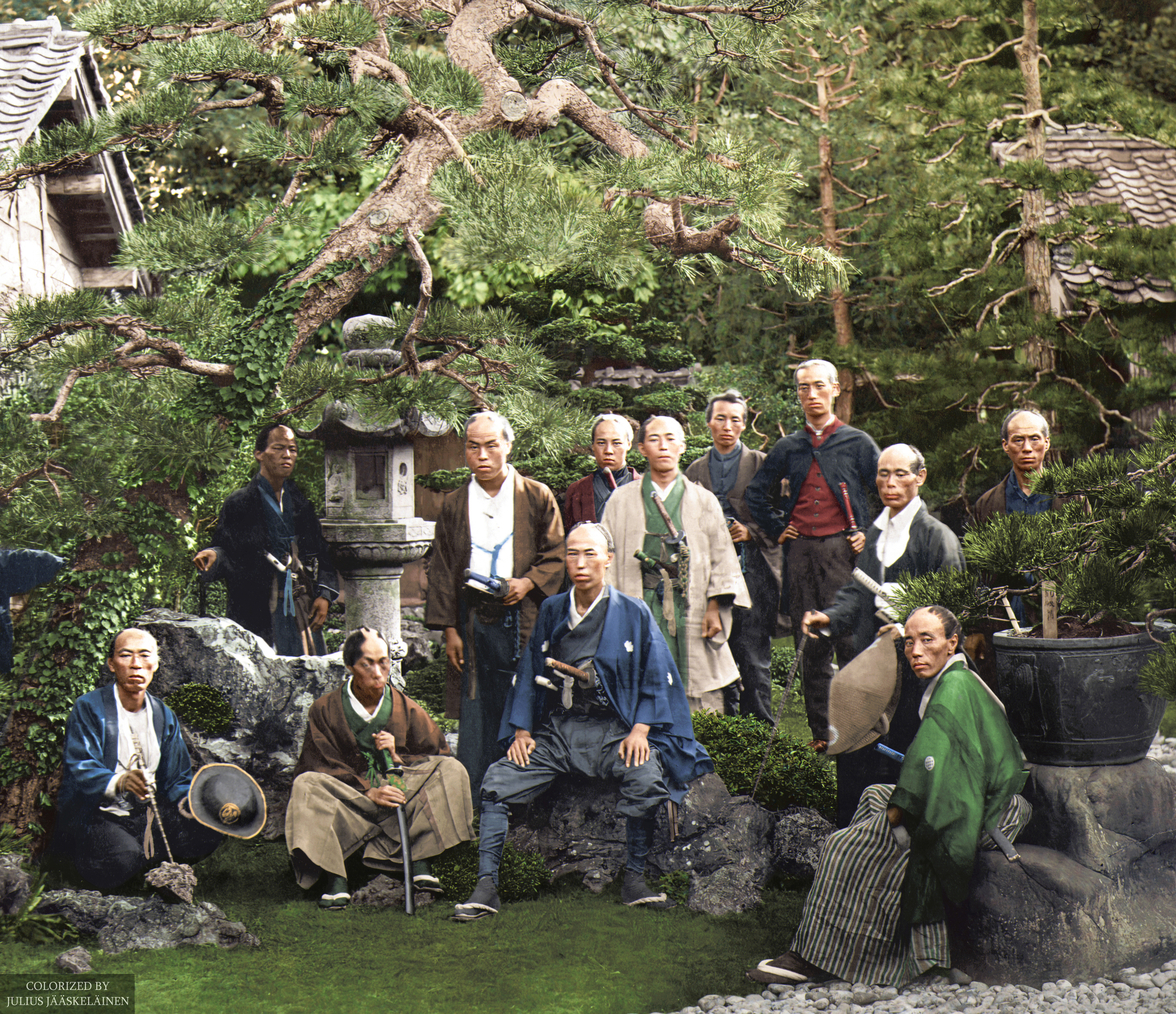
戊辰戰爭中的日本武士

倒幕運動指江戶時代後期，即幕末時期，打倒江戶幕府的政治運動，狹義上指武力推翻幕府的討幕運動，廣義上包括非武力方式的革命運動。有時鎌倉時代末期後醍醐天皇主導打倒鎌倉幕府的行動 (正中之變、元弘之亂)也被稱為「倒幕運動」。

## 概要
1853年美國海軍將領馬休·佩里和俄羅斯帝國海軍軍官普提雅廷前後來到日本，要脅江戶幕府開國，江戶幕府在外國勢力威脅下被迫同意開國。然而當時水戶學、國學為代表的尊王攘夷思想昂揚，各藩志士（以薩摩藩、水戶藩、長州藩為首）十分氣憤，支持朝廷、推翻幕府的倒幕理論與討幕派於焉而生。
攘夷并不一定反对幕府，但藉由復興朝廷來推動日本國內的改革，是當時许多志士的想法。以此理論行動並結成聯盟的主要人物有薩摩藩的西鄉隆盛、大久保利通、小松帶刀，長州藩的木戶孝允（桂小五郎）、廣澤真臣，還有公家的岩倉具視等，他們計劃武力討幕，逼迫德川幕府交出實權。
對此幕府推出公武合体政策應對，希望與朝廷結合保持幕府權勢，天皇、朝廷的權威在此背景下復活。同時幕府與佐幕派藩士開始以武力鎮壓討幕派，例如：1864年發動八月十八日政變驅逐長州藩勢力。與此同時長州、薩摩兩藩在1863~1864年擅自發動下關戰爭、薩英戰爭，卻在戰爭中被外國勢力擊敗，讓長州、薩摩兩藩認識到現況下攘夷無法達成，必須推翻幕府進行改革，再圖攘夷。
1864年7月長州藩在京都發動蛤御門之變，砲擊京都御所，幕府以此为由策动朝廷將長州藩指為朝敵，發動第一次長州征討。第一次長州征討以幕府勝利告終，提升幕府威望，然而1866年長州藩高杉晋作等发动政变，成立了倒幕派政权，幕府為此發動第二次長州征討。但在此前支持幕府的薩摩藩卻因不滿幕府改革，對幕府逐漸不滿，在1866年3月秘密與長州藩達成薩長同盟，其他在第一次長州征討支持幕府的各大名也恐懼幕府藉此機會建立一個侵奪地方權力的中央集權制度，不願支持幕府，導致第二次長州征討幕府戰敗，幕府威信掃地。
1867年支持幕府的孝明天皇駕崩，朝廷向長州、薩摩下達討幕密令，幕府被迫大政奉還，但德川慶喜仍然掌握政治實權。公家的岩倉具視和薩摩藩的大久保利通等討幕派於是準備通過政變，阻止建立以德川為中心的政府。1868年1月2日朝廷宣布王政復古，要求德川慶喜辭去內大臣官職並削封德川家領地，在旧幕府内的主张派的要求下，憤怒的德川慶喜率一万五千人自大坂上洛，發動對明治新政府的戰爭「戊辰戰爭」，這場戰爭以幕府軍的敗北告終。其後在倒幕派推舉的明治天皇任內完成了討幕的行動，並領導日本施行君主立憲、明治維新。